# Ceratophaga tragoptila
Ceratophaga tragoptila är en fjärilsart som beskrevs av Edward Meyrick 1917. Ceratophaga tragoptila ingår i släktet Ceratophaga och familjen äkta malar.
Artens utbredningsområde är Senegal. Inga underarter finns listade i Catalogue of Life.